# Ар брют

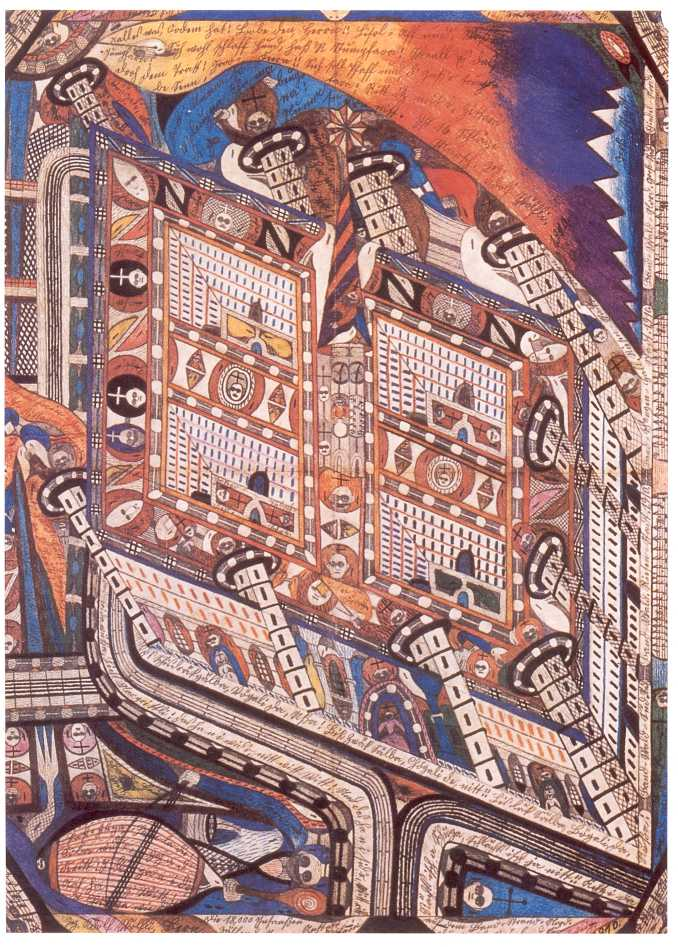
«Irren-Anstalt Band-Hain» (1910) Адольфа Велфлі

Ар брют (фр. Art Brut — грубе, необроблене мистецтво) — мистецтвознавчий термін на позначення творчості непрофесійних митців. Його запровадив у середині XX сторіччя французький художник Жан Дюбюффе для опису зібраної ним колекції картин, малюнків і скульптури, створених непрофесійними майстрами, які були маргіналами суспільства: душевнохворими, інвалідами, ув'язненими, одинаками тощо. Інколи сюди ж зараховують дитячу творчість.
В англомовній літературі вживають термін аутсайдерське мистецтво, запроваджений у 1972 році мистецтвознавцем Роджером Кардиналом. Близькими є маргінальне мистецтво, наївне мистецтво, народне мистецтво, візіонерське або інтуїтивне мистецтво, примітивізм.

## Визначення
У своїй книзі «Звичайна людина за роботою» Жан Дюбюффе назвав ар брютом твори всіх видів, які розкривають спонтанність, є непрофесійними і якомога менше дотримуються культурних шаблонів.
Як зауважив французький історик Мішель Рагон, «Наївне мистецтво нас заспокоює, а ар брют викликає почуття страху».
Чеський теоретик мистецтва Штефан Ткач об'єднував таку творчість з наївним мистецтвом і його наслідуванням у професіоналів під назвою інситне мистецтво (в якому переважають первісні підсвідомі фактори).

## Галерея

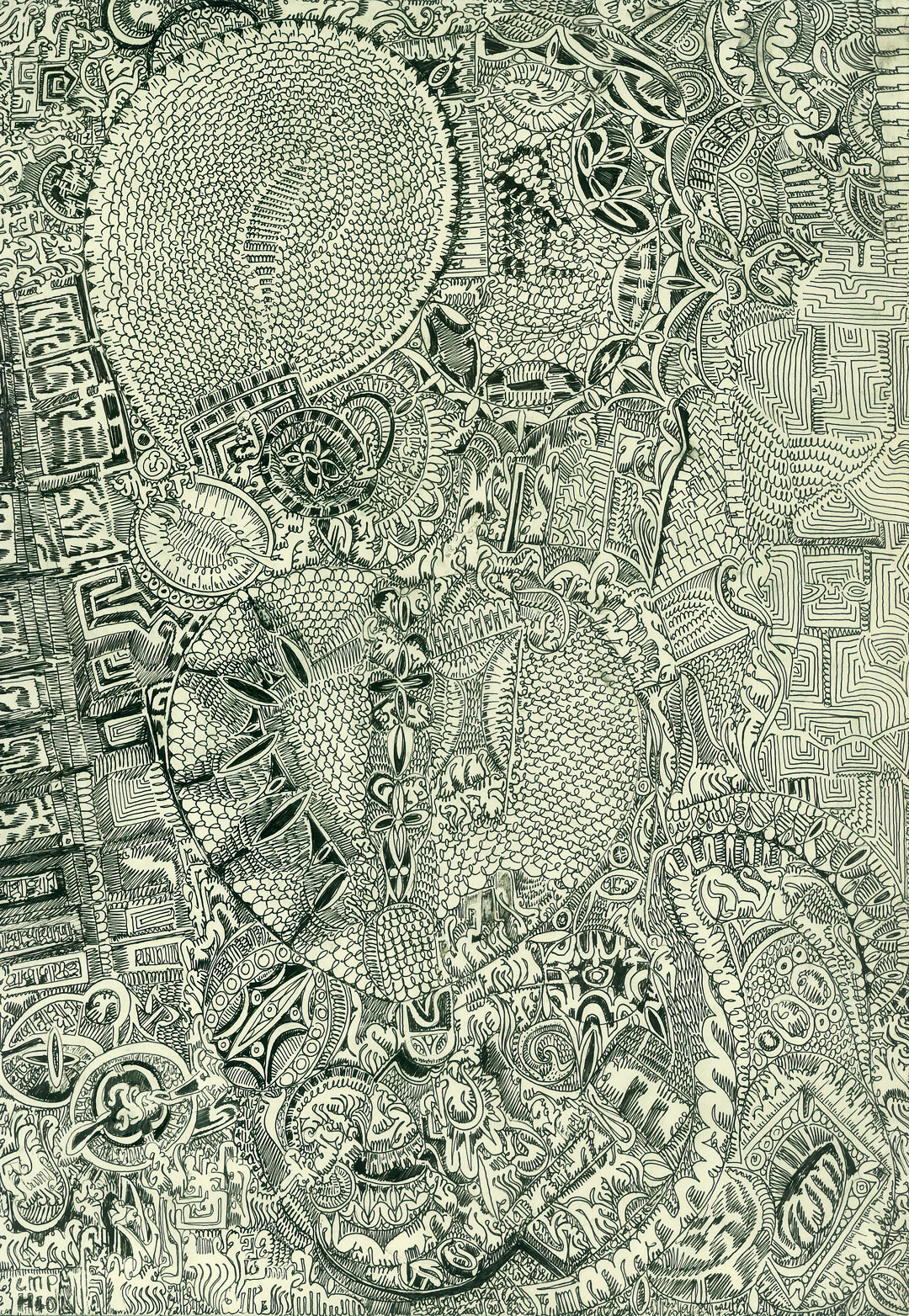
Микита Сторожков, «Без назви»
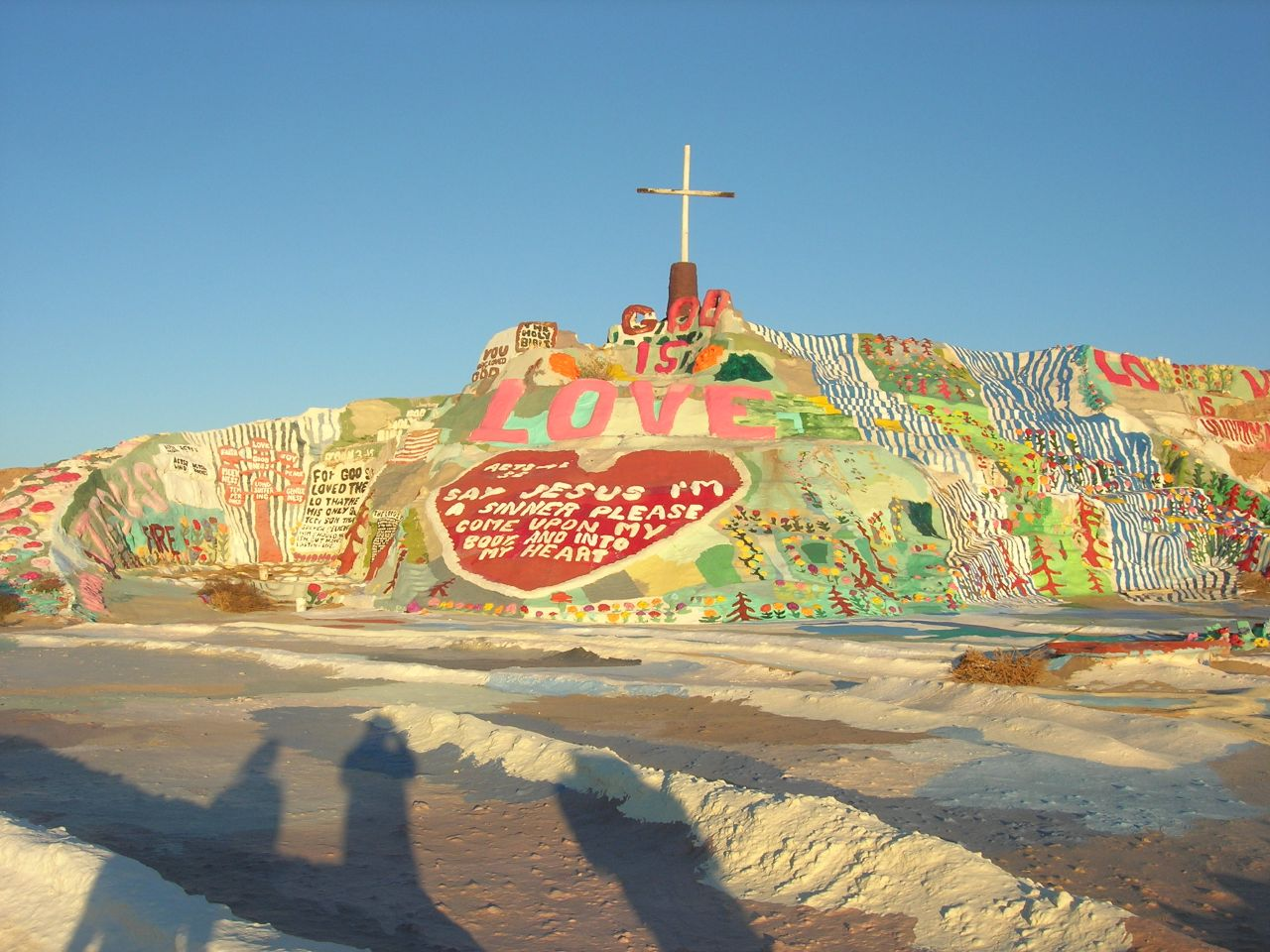
Леонард Найт, «Гора спасіння»
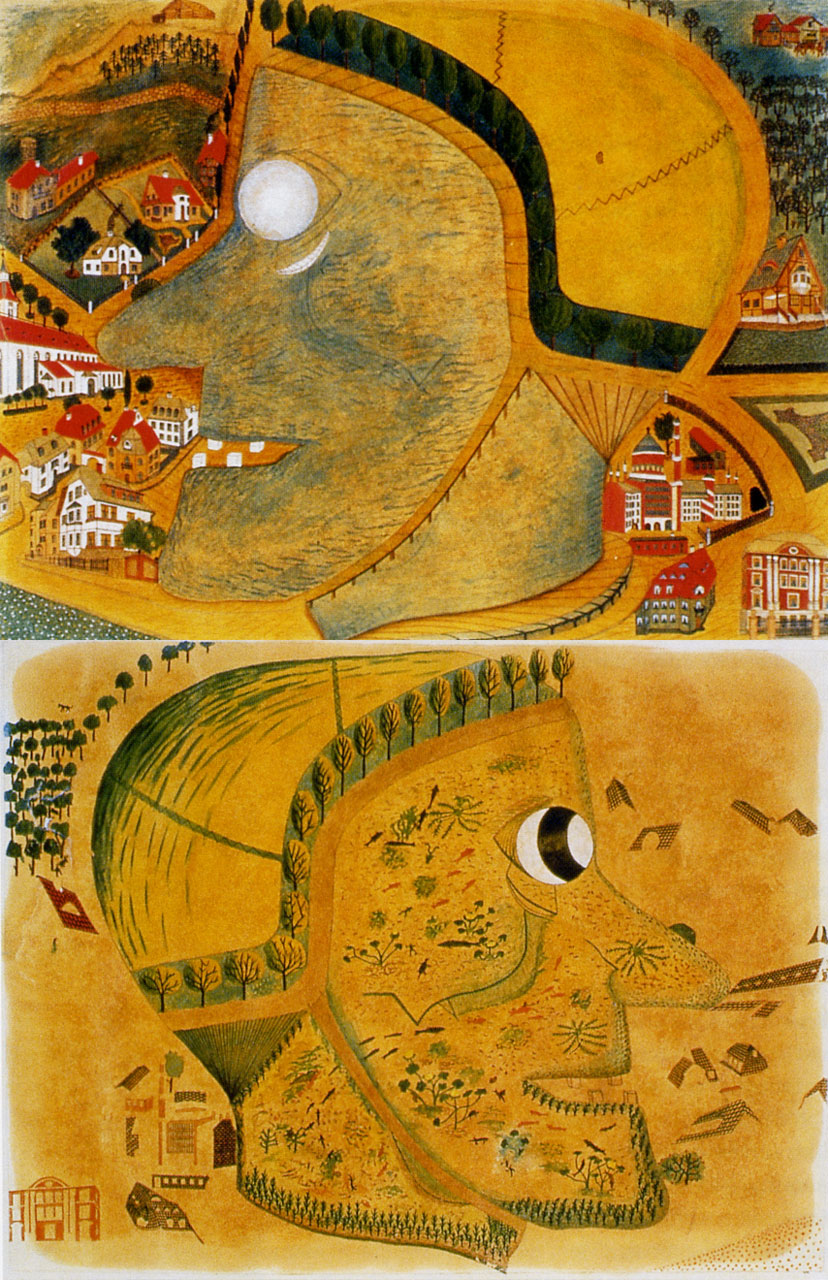
Огюст Нетерер, «Відьмина голова»